# کاپیتزی
کاپیتزی (به ایتالیایی: Capizzi) یک کومونه در ایتالیا است که در استان مسینا واقع شده‌است.

## خصوصیات
کاپیتزی ۶۹٫۹ کیلومترمربع مساحت و ۳٬۴۵۲ نفر جمعیت دارد.